# USS Massachusetts (BB-59)
O USS Massachusetts é um couraçado que foi operado pela Marinha dos Estados Unidos e a terceira embarcação da Classe South Dakota, depois do USS South Dakota e USS Indiana e seguido pelo USS Alabama. Sua construção começou em julho de 1939 nos estaleiros da Bethlehem Shipbuilding e foi lançado ao mar em setembro de 1941, sendo comissionado na frota norte-americana em maio do ano seguinte. É armado com uma bateria principal composta por nove canhões de 406 milímetros montados em três torres de artilharia triplas, tinha um deslocamento de mais de 45 mil toneladas e conseguia alcançar uma velocidade máxima de 27 nós (cinquenta quilômetros por hora).
O Massachusetts iniciou seu serviço no meio da Segunda Guerra Mundial e foi enviado para apoiar a invasão Aliada do Norte da África, entrando em um duelo de artilharia com o couraçado francês Jean Bart. Em seguida foi transferido para o Oceano Pacífico para operações contra o Japão, com suas principais funções tendo sido de escolta para grupos de porta-aviões contra ataques aéreos e de superfície. Nessa capacidade, o Massachusetts participou da Campanha nas Ilhas Gilbert e Marshall em 1943 e 1944 e da Batalha das Filipinas em 1944 e 1945. O couraçado também deu apoio para as forças Aliadas na Batalha de Okinawa e depois participou de bombardeios em Honshū em 1945.
A guerra terminou em agosto de 1945 e a embarcação retornou para os Estados Unidos, ficando em manutenção até o início do ano seguinte. Foi descomissionado em março de 1947 e designado para a Frota de Reserva do Atlântico. Ele permaneceu fora de serviço até junho de 1962, quando foi removido do registro naval, apesar de terem existindo planos para modernizá-lo. O Massachusetts inicialmente foi programado para ser desmontado, porém um comitê especial formado por ex-tripulantes conseguiu reunir em 1965 dinheiro suficiente para comprá-lo e transformá-lo em um navio-museu. O couraçado foi pouco depois transferido para Fall River e está desde então em exibição no Battleship Cove.

## Características

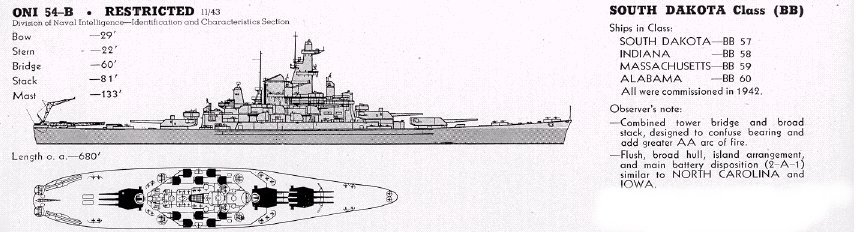
Desenho da Classe South Dakota

A Classe South Dakota foi encomendada no contexto de um grande rearmamento naval global que se seguiu ao colapso do sistema do Tratado Naval de Washington, que tinha controlado a construção de couraçados durante a década de 1920 e início da década de 1930. Couraçados sob os termos dos tratados de Washington e Londres tinham um deslocamento padrão limitado a 36 mil toneladas e bateria principal de canhões de até 356 milímetros. O Japão abandonou os tratados em 1936 e os Estados Unidos decidiu invocar a "cláusula de escalonamento" do Segundo Tratado Naval de Londres, que permitia deslocamentos de até 46 mil toneladas e armamentos de até 410 milímetros. Objeções por parte do Congresso sobre o aumento no tamanho dos novos navios forçou a equipe de projeto a tentar manter o deslocamento o mais próximo possível das 36 mil toneladas, ao mesmo tempo que incorporavam as armas maiores e blindagem suficiente para se proteger de armas do mesmo calibre.
O Massachusetts tem 207,3 metros de comprimento, boca de 32,97 metros e calado de 10,69 metros. Possuía um deslocamento padrão de 38 580 toneladas, mas esse valor podia chegar a 45 233 toneladas quando totalmente carregado com suprimentos de combate. Seu sistema de propulsão tem oito caldeiras Babcock & Wilcox alimentadas por óleo combustível que impulsionam quatro conjuntos de turbinas a vapor General Electric, cada uma girando uma hélice, que chegavam a produzir um total de 131,9 mil cavalos-vapor (97 mil quilowatts) de potência. O Massachusetts era capaz de alcançar uma velocidade máxima de 27,5 nós (50,9 quilômetros por hora) e tinha uma autonomia de quinze mil milhas náuticas (28 mil quilômetros) a uma velocidade de quinze nós (28 quilômetros por hora). Sua tripulação era de 1 793 oficiais e marinheiros em tempos de paz, mas chegava a 2 500 em tempos de guerra. Também era equipado com duas catapultas no convés da popa e três hidroaviões Vought OS2U Kingfisher para ações de reconhecimento.
A bateria principal do Massachusetts consiste em nove canhões Marco 6 calibre 45 de 406 milímetros. Estes são montados em três torres de artilharia triplas, duas estão localizadas na frente da superestrutura, com a segunda torre sobreposta à primeira, enquanto a terceira fica na popa. Seu armamento secundário tem vinte canhões de duplo-propósito calibre 38 de 127 milímetros montados em dez torres de artilharia duplas, instaladas cinco de cada lado da superestrutura. Como originalmente projetado, a embarcação contaria com uma bateria antiaérea de doze canhões de 28 milímetros e doze metralhadoras M2 Browning calibre 50 de 12,7 milímetros, porém isso foi considerado insuficiente e alterado para 28 canhões Bofors de 40 milímetros em montagens quádruplas no lugar dos canhões de 28 milímetros e 35 canhões Oerlikon de 20 milímetros no lugar das metralhadoras. O cinturão de blindagem tem 310 milímetros de espessura, enquanto o convés é protegido por uma blindagem de até 152 milímetros. As torres de artilharia são protegidas por 457 milímetros na frente e ficam em cima de barbetas de 440 milímetros de espessura. A torre de comando tem laterais de 406 milímetros.

### Modificações
O Massachusetts passou por uma série de modificações durante sua carreira, principalmente em adições à sua bateria antiaérea e instalações de vários tipos de radares. Um radar de varredura aérea SC foi instalado no seu mastro principal em 1941, sendo depois substituído por um conjunto tipo SK. Na mesma época, um radar de varredura de superfície SG foi instalado na dianteira da superestrutura; um segundo conjunto de radar SG foi adicionado ao mastro principal depois de experiências adquiridas durante a Batalha de Guadalcanal em 1942. O couraçado recebeu um radar de controle de disparo Marco 8 enquanto ainda estava em construção, montado em sua torre de comando para ajudar no controle de seus canhões principais, além de radares Marco 4 para a bateria secundária. Estes foram posteriormente substituídos por versões Marco 12/22. O Massachusetts também recebeu um gerador de interferência TDY. Seus telescópios de avistamento tradicionais foram substituídos em 1945 por radares de micro-ondas Marco 27.
A bateria antiaérea foi gradualmente expandida. Outros dezesseis canhões de 40 milímetros foram adicionados no final de 1942, enquanto mais oito canhões foram instalados em fevereiro de 1943, quatro em cada teto da segunda e terceira torres de artilharia. Nesse época, o Massachusetts já tinha outros 24 canhões de 20 milímetros instalados, elevando o total para 59. Oito canhões de 40 milímetros foram adicionados algum tempo depois, com sete canhões de 20 milímetros acrescentados até o final do ano para elevar o total para 66. A Marinha dos Estados Unidos percebeu no início de 1944 que as armas de 20 milímetros não eram tão eficazes e assim planos foram elaborados para reduzir seu número para 33 em favor de mais canhões de 40 milímetros. Em outubro, o navio tinha 36 desses canhões, seis dos quais estavam em montagens experimentais quádrupla e dupla. Mais seis montagens quádruplas de canhões de 40 milímetros foram instaladas, subindo o total para 72. Duas dessas novas montagens foram colocadas no castelo da proa, o que mostrou-se de pouca utilidade pois elas só eram úteis em mares calmos, tendo sido removidas após a guerra junto com as armas no alto da segunda torre de artilharia.

## História

### Construção e Atlântico

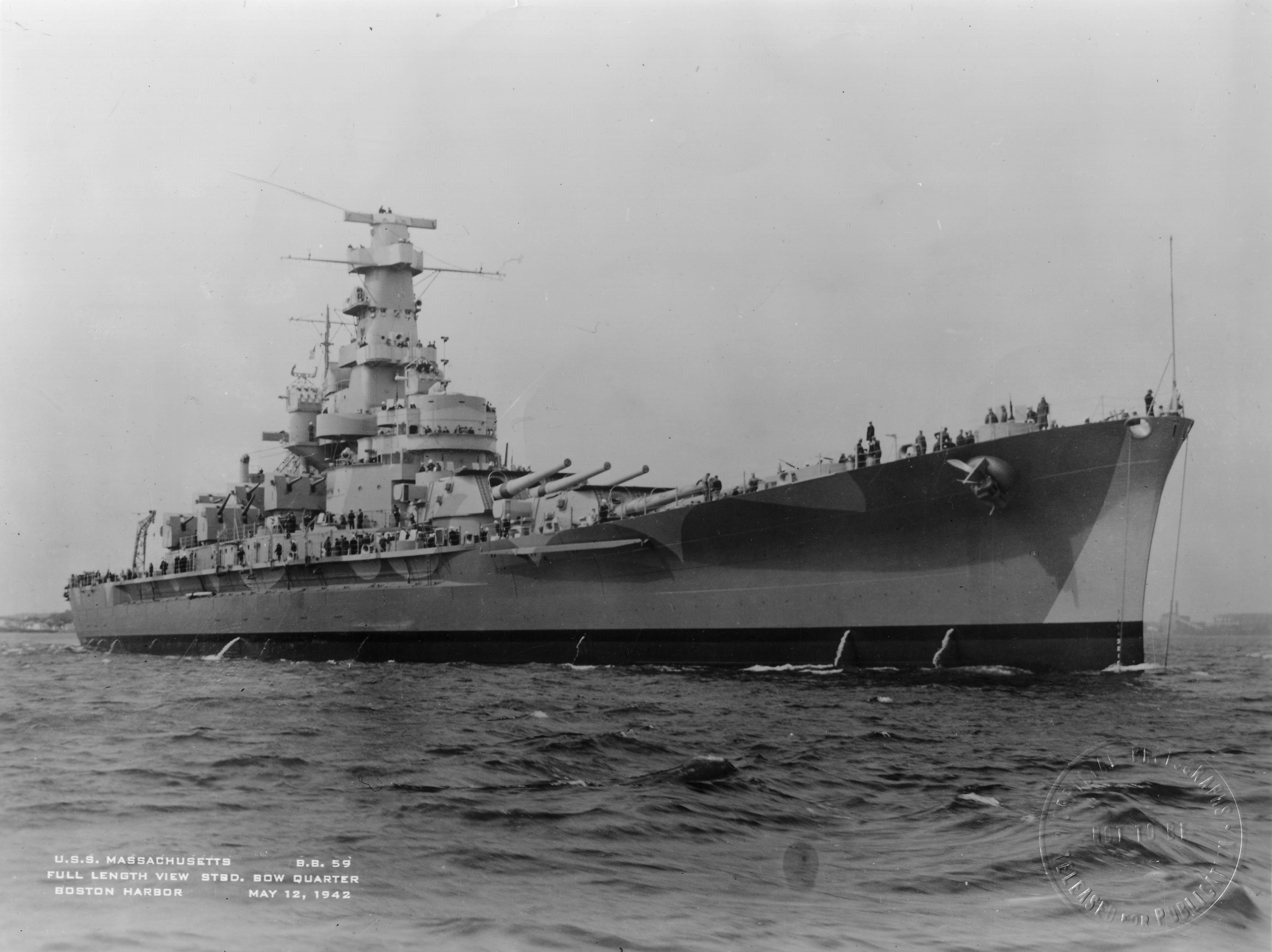
O Massachusetts próximo de Boston, 12 de maio de 1942

O batimento de quilha do Massachusetts ocorreu em 20 de julho de 1939 pela Bethlehem Shipbuilding em seu Estaleiro do Rio Fore, localizado em Quincy, no Massachusetts. Ele foi lançado ao mar em 23 de setembro de 1941 e logo em seguida seu processo de equipagem começou, com ele sendo comissionado na frota norte-americana no dia 12 de maio de 1942. O couraçado passou por um cruzeiro de testes marítimos e então viajou para a Baía de Casco, no Maine, onde foi designado para servir na Força Tarefa Naval Ocidental, que iria proporcionar suporte para a Operação Tocha, a invasão Aliada do Norte da África na Segunda Guerra Mundial. O Massachusetts partiu em 24 de outubro para se juntar ao resto da unidade, que se encontrou no mar quatro dias depois. A embarcação se tornou a capitânia do contra-almirante Henry Kent Hewitt, parte do Grupo de Tarefas 34.1, que também incluía os cruzadores pesados USS Wichita e USS Tuscaloosa e mais quatro contratorpedeiros. Os navios encontraram com o resto da força de invasão em 28 de outubro a 450 milhas náuticas (830 quilômetros) ao sudoeste Cabo Race, prosseguindo então através do Oceano Atlântico.
O navio participou da Batalha Naval de Casablanca, que começou cedo pela manhã do dia 8 de novembro. Os navios foram encarregados de neutralizar as principais defesas francesas, que incluíam canhões costeiros em El Hank, vários submarinos e o incompleto couraçado Jean Bart, que estava ancorado no porto com apenas metade de sua bateria principal instalada. O Massachusetts abriu fogo às 7h04min a uma distância de 22 quilômetros e pouco depois ficou sob fogo do Jean Bart, devolvendo os disparos às 7h40min. O Wichita e o Tuscaloosa inicialmente enfrentaram as baterias francesas de El Hank e as bases dos submarinos, enquanto o Massachusetts atacou o Jean Bart. As forças navais francesas, lideradas pelo cruzador rápido Primauguet, montaram uma resistência ferrenha. O couraçado e os cruzadores norte-americanos conseguiram interromper uma tentativa de contratorpedeiros franceses de atacar a frota, voltando em seguida a enfrentarem o Jean Bart; o Massachusetts conseguiu acertar o couraçado inimigo cinco vezes com sua bateria principal durante a ação.
O Jean Bart foi tirado de operação, assim o Massachusetts e os outros navios passaram a atacar as baterias de artilharia costeiras, um depósito de munição e navios mercantes que também estavam atracados no porto. Um dos projéteis de 406 milímetros do couraçado acertou uma doca seca flutuante que estava abrigando o submarino Le Conquérant; a doca afundou, porém o submarino não foi danificado e conseguiu navegar em frente, porém acabou afundado no mar pouco depois por um bombardeiro Consolidated PBY Catalina. Os defensores franceses concordaram com um cessar-fogo em 11 de novembro, o que permitiu que as embarcações da 34.1 fossem destacadas para outras operações. O Massachusetts partiu de volta para os Estados Unidos no dia seguinte a fim de iniciar preparações para operações na Guerra do Pacífico.

### Guerra do Pacífico

#### Ilhas Gilbert e Marshall

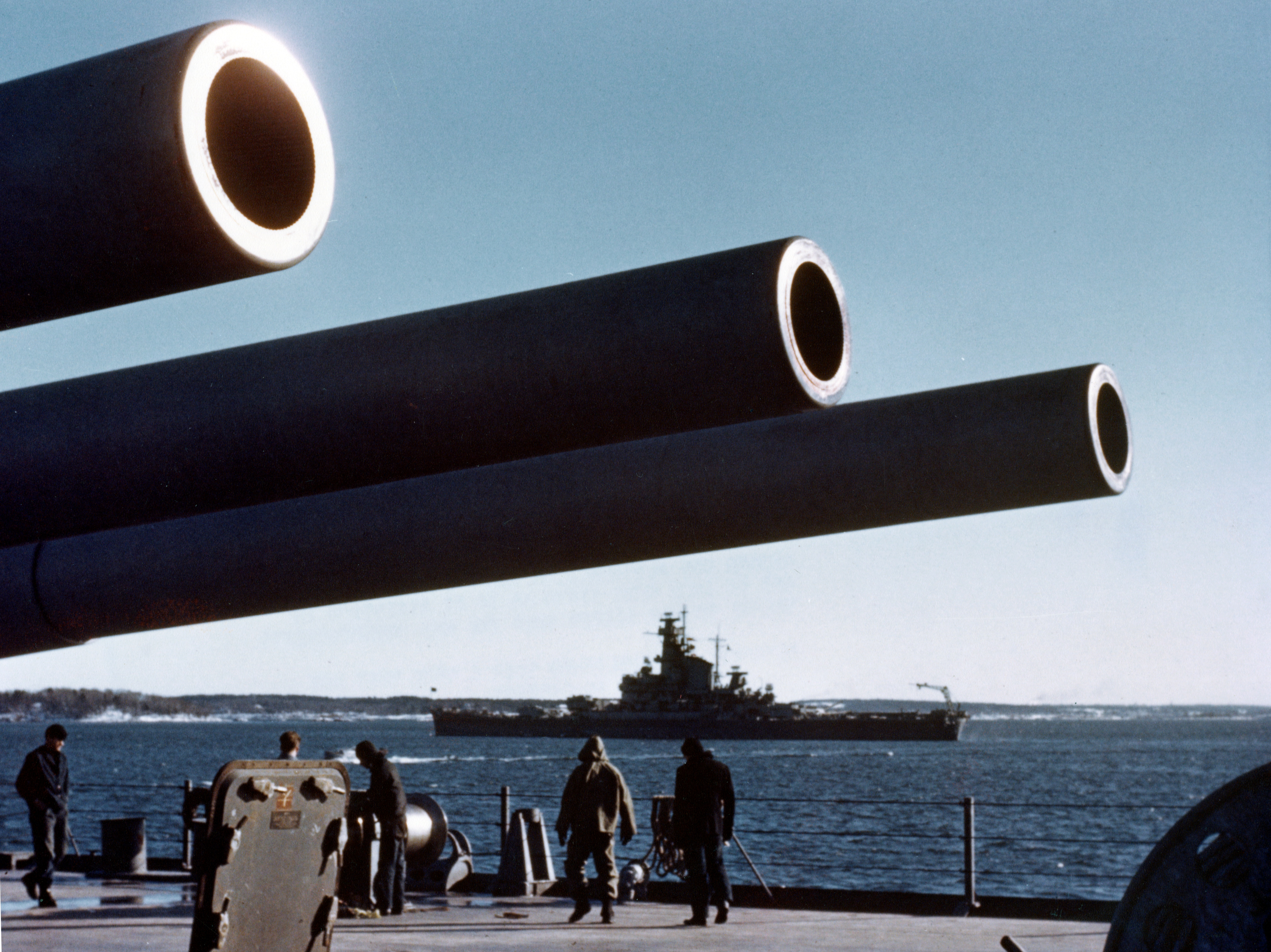
O Massachusetts visto do convés do Alabama, janeiro de 1943

O Massachusetts chegou em Nouméa, na Nova Caledônia, em 4 de março de 1943 e passou os meses seguintes escoltando comboios para as Ilhas Salomão em apoio às operações da Campanha das Ilhas Salomão. O navio proporcionou cobertura em 30 de junho para um ataque anfíbio contra Nova Geórgia, parte da Operation Cartwheel; na época a embarcação estava designada para um grupo de couraçados da Força Tarefa 36.3, que incluía seu irmão USS Indiana e o USS North Carolina. Os japoneses lançaram vários ataques aéreos e navais contra as forças norte-americanas na semana seguinte, porém nenhum deles atacou os couraçados.
O navio deixou a área em 19 de novembro para participar da Campanha nas Ilhas Gilbert e Marshall, escoltando porta-aviões do Grupo de Tarefas 50.2, novamente com o Indiana e o North Carolina, para ataques aéreos contra Makin, Tarawa e Abemama nas Ilhas Gilbert. Essas operações eram em suporte aos desembarques em Tarawa e Makin, ambos com o objetivo de enfraquecer as defesas japonesas nas ilhas e isolar as guarnições inimigas de forças que poderiam reforçá-las. O Massachusetts participou de um bombardeio contra posições japonesas em Nauru. Ele foi destacado para formar o Grupo de Tarefas 50.8 sob o comando do contra-almirante Willis Lee, junto com o North Carolina, Indiana, USS South Dakota e USS Washington, além de vários contratorpedeiros.
Operação da campanha continuaram até janeiro de 1944 com a Batalha de Kwajalein; nessa época o Massachusetts tinha sido transferido para o Grupo de Tarefas 58.1, que fazia parte da Quinta Frota. O couraçado pelo restante da guerra serviu como escolta de forças tarefas de porta-aviões, protegendo-os de ataques de superfície e contribuindo com sua bateria antiaérea na defesa contra aeronaves japonesas. Os porta-aviões realizaram ações contra vários alvos nas Ilhas Marshall, novamente para isolar a guarnição de Kwajalein. O Massachusetts, Washington, North Carolina e Indiana bombardearam a ilha em 30 de janeiro, um dia antes do desembarque do Corpo de Fuzileiros.

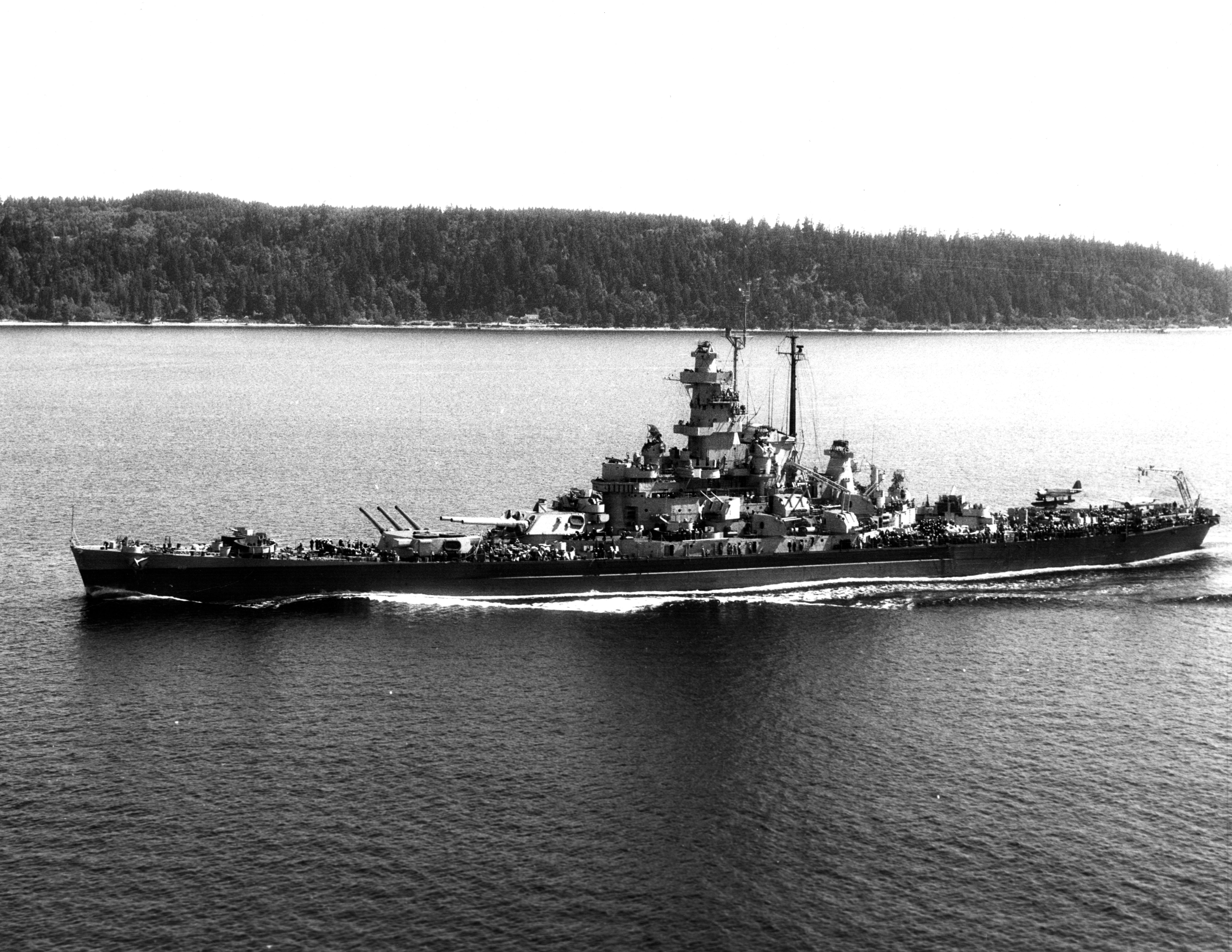
O Massachusetts próximo de Ponto Wilson, 11 de julho de 1944

O navio prosseguiu na sua função como escolta durante a Operação Hailstone em 17 de fevereiro, que foi um grande ataque aéreo contra a ilha de Truk, que tinha sido o principal ponto de partida para a frota japonesa no Pacífico Central. O Massachusetts foi colocado no Grupo de Tarefas 58.3 para o ataque. A frota continuou a realizar ataques contra as ilhas de Saipan, Tinian e Guam, o que provocou ferrenhos ataques aéreos japoneses em resposta. O couraçado contribuiu com sua bateria antiaérea para a defesa da frota. As embarcações norte-americanas então seguiram para as Ilhas Carolinas, atacando vários alvos no local.
A frota proporcionou apoio a desembarques em Hollandia, na Nova Guiné Holandesa, em 22 de abril. As embarcações depois atacaram Truk novamente no caminho de volta. O Massachusetts juntou-se ao Grupo de Tarefas 58.7 em 1º de maio para um ataque contra Pohnpei, nas Ilhas Seniavin, novamente sob o comando de Lee. A frota recuou para Enewetak depois da ação. O navio foi em seguida destacado para passar por manutenções no Estaleiro Naval de Puget Sound, que incluíram o realinhamento de seus canhões, pois na época eles estavam desgastados. Consequentemente, o couraçado esteve indisponível para participar da Campanha nas Ilhas Marianas e Palau, que foi travada entre junho e julho. A embarcação deixou a costa oeste em julho e parou em Pearl Harbor, no Havaí, em seu caminho de volta, iniciando sua travessia para reencontrar com a frota nas Ilhas Marshall em 1º de agosto.
Nessa época, a Terceira Frota tinha assumido o comando da força tarefa de porta-aviões. O Massachusetts juntou-se ao Grupo de Tarefas 38.3 ao retornar e escoltou os porta-aviões durante uma série de ataques aéreos no final de agosto e início de setembro em preparação para as invasões de Morotai e Peleliu. Essas incluíram ações em 9 e 10 de setembro contra a ilha de Mindanau, nas Filipinas, a fim de neutralizar campos de pouso japoneses que poderiam interferir nos desembarques. A frota seguiu de 12 a 14 de setembro para atacar alvos nas Ilhas Visayas. O couraçado continuou a escoltar os porta-aviões nos dias 21 e 22 em mais ataques em Luzon, particularmente ao redor da capital Manila, e nas Visayas. A campanha de um mês destruiu mais de mil aeronaves japonesas e afundou ou neutralizou 150 embarcações.

#### Filipinas

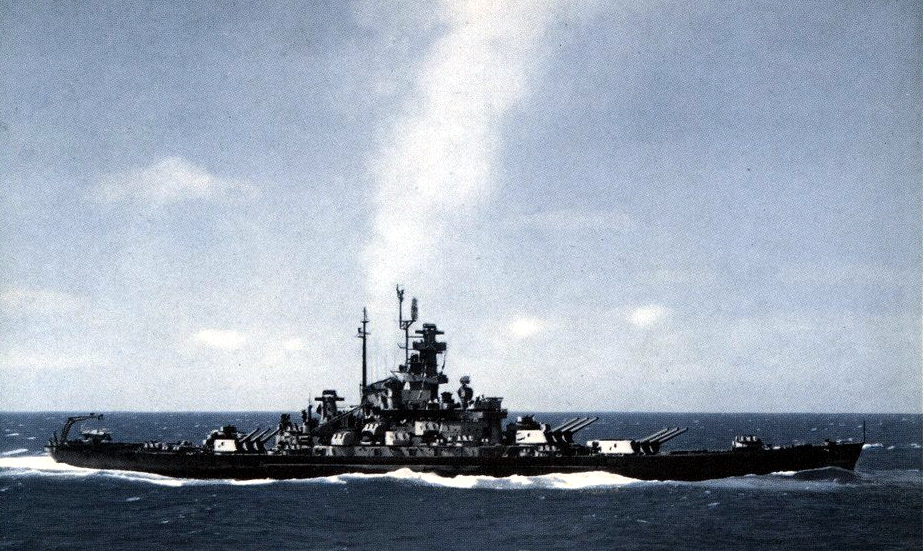
O Massachusetts em 1944

O Massachusetts, ainda parte do 38.3, partiu em 6 de outubro junto com o resto da frota para iniciar preparações para a invasão das Filipinas. A primeira operação foi um grande ataque contra bases aéreas japonesas na ilha de Okinawa no dia 10, parte de um esforço para reduzir a capacidade do Japão de interferir com desembarques Aliados na região. A força tarefa de porta-aviões atacou bases na ilha de Formosa entre 12 e 14 de outubro antes de retornar para Leyte, o alvo inicial. A frota ficou sob ferrenho ataque aéreo japonês durante os ataques a Okinawa e Formosa, porém o Massachusetts não foi um dos alvos, já que os japoneses se concentraram nos grupos de tarefa 38.1 e 38.4. Cruzadores e contratorpedeiros japoneses foram enviados em 16 de outubro para atacarem embarcações norte-americanas que tinham sido danificadas no ataque, fazendo com que o couraçado e o resto do Grupo de Tarefas 38.3 retornasse para enfrentá-los, porém não conseguiram encontrar os inimigos antes que retornassem para Amami Ōshima.
A força tarefa retornou para atacar Luzon no dia seguinte, o mesmo dia que elementos do Sexto Exército desembarcaram em Leyte; os ataques em Luzon continuaram até 19 de outubro. A invasão de Leyte fez com que os japoneses iniciassem a Operação Shō-Gō, um plano da Marinha Imperial Japonesa em reação aos desembarques nas Filipinas. O plano era uma operação complicada com três frotas separadas: a 1ª Frota Móvel, renomeada para Força Norte, sob o comando do vice-almirante Jisaburō Ozawa; a Força Central sob o vice-almirante Takeo Kurita; e a Força Sul sob o vice-almirante Shōji Nishimura. Os porta-aviões de Ozawa, a essa altura quase sem aeronaves, serviriam de distração para os couraçados de Kurita e Nishimura, que se aproveitariam da situação para atacarem diretamente.
Os navios de Kurita foram detectados em 24 de outubro no Estreito de San Bernardino, o que resultou na Batalha do Mar de Sibuyan. Os porta-aviões conseguiram afundar o couraçado Musashi, fazendo com que Kurita recuasse temporariamente. Isto convenceu o almirante William Halsey, o comandante da Terceira Frota, a enviar a força tarefas de porta-aviões para destruir a Força Norte. O comodoro Arleigh Burke sugeriu que seu superior, o almirante Marc Mitscher, destacasse o Massachusetts e o South Dakota, mais dois cruzadores rápidos e um contratorpedeiro, e os enviasse na frente para travarem uma batalha noturna contra a Força Norte. Mitscher concordou e ordenou às 17h12min que o contra-almirante Forrest Sherman colocasse o plano em andamento. Halsey interviu antes que Sherman pudesse despachar os navios e anulou a ordem de Mitscher, ordenando que os couraçados permanecessem com a frota principal. O Massachusetts navegou para o norte junto com os porta-aviões e Halsey no caminho estabeleceu a Força Tarefa 34, formada pelo Massachusetts, cinco outros couraçados, sete cruzadores e oito contratorpedeiros, sendo comandada pelo agora vice-almirante Lee.

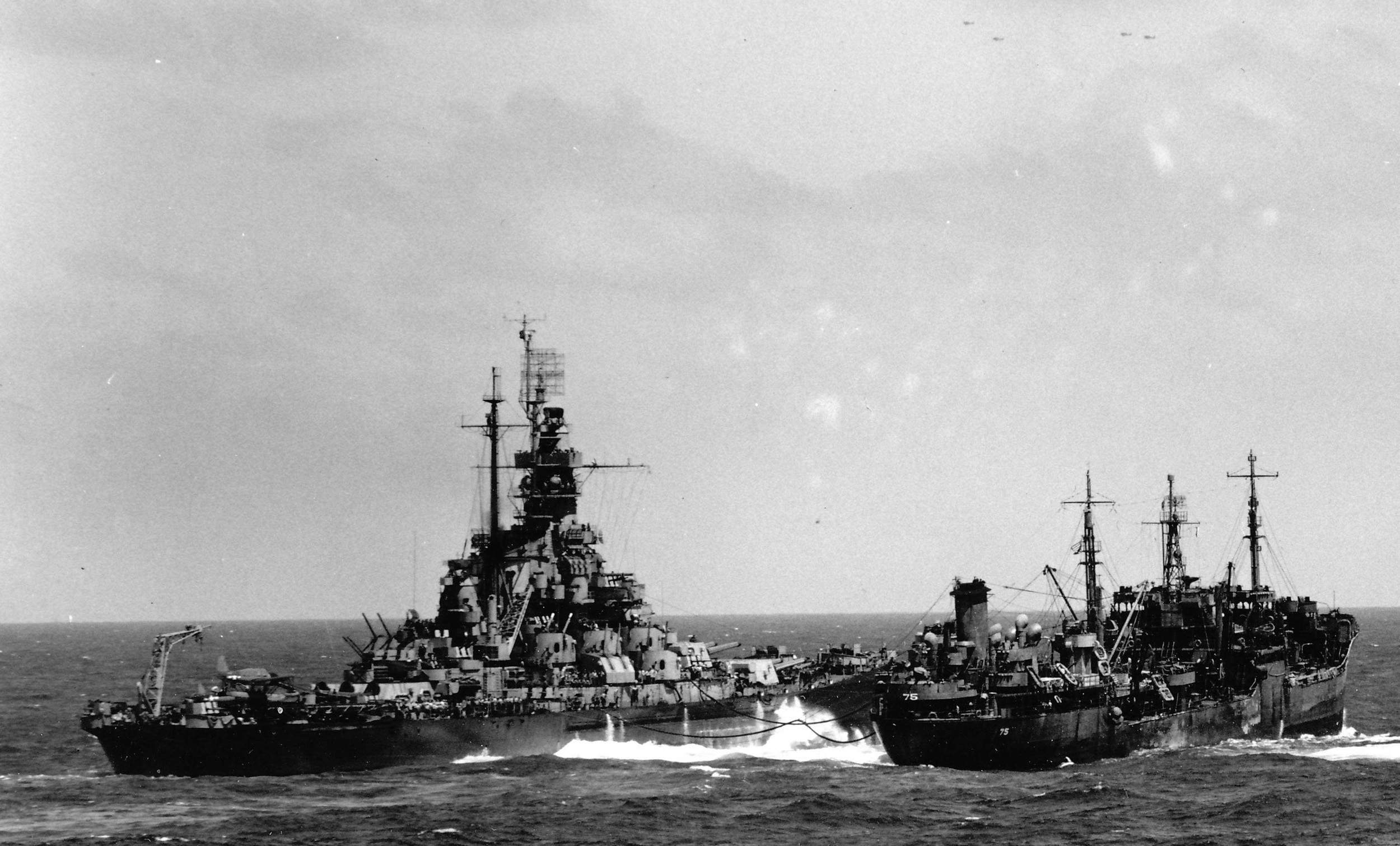
O Massachusetts sendo reabastecido pelo USS Saugatuck, 20 de abril de 1945

A Força Tarefa 34 foi colocada na frente dos porta-aviões. Mitscher começou seu primeiro ataque contra a Força Norte na manhã de 25 de outubro, iniciando a Batalha do Cabo Engaño; os norte-americanos conseguiram afundar todos os quatro porta-aviões japoneses e danificar dois couraçados que tinham sido convertidos em porta-aviões híbridos no decorrer de seis ataques. Halsey e Mitscher não sabiam que Kurita tinham retomado sua aproximação pelo Estreito de San Bernadino no noite do dia anterior e passado pelo Golfo de Leyte cedo pela manhã. Enquanto Mitscher estava ocupado com a Força Norte, que era a distração, Kurita moveu-se para atacar a frota de invasão; na resultante Batalha de Samar, ele foi segurado por um grupo de porta-aviões de escolta e contratorpedeiros. Chamados frenéticos por ajuda chegaram e fizeram Halsey destacar os couraçados de Lee para intervirem ao sul.
Entretanto, Halsey demorou mais de uma hora para destacar os navios, mesmo depois de receber ordens do almirante Chester W. Nimitz, o comandante da Frota do Pacífico; ele ainda estava navegando para o norte durante esse intervalo, com seu atraso adicionando duas horas a mais para a viagem dos couraçados para o sul. Uma necessidade de reabastecer contratorpedeiros atrasou o progresso ainda mais. Resistência ferrenha colocou os cruzadores e couraçados de Kurita em desordem e fez com que ele recuasse antes da Força Tarefa 34 chegar. Halsey destacou os couraçados USS Iowa e USS New Jersey como Grupo de Tarefas 34.5 para perseguirem Kurita pelo Estreito de San Bernadino, enquanto Lee e o resto das embarcações tentaram cortar as rotas de fuga, porém ambos chegaram muito tarde. O historiador H. P. Wilmott especulou que, caso Halsey tivesse destacado a Força Tarefa 34 prontamente, os navios poderiam ter facilmente chegado no estreito antes da Força Central e destruído Kurita dada a superioridade de seus canhões direcionados por radar.
A frota recuou até Ulithi para reabastecer antes de embarcar em uma série de ataques contra campos de pouso e outras instalações japonesas em Luzon, enquanto a força anfíbia se preparava para seu próximo desembarque na ilha de Mindoro. O Massachusetts passou a fazer parte do Grupo de Tarefas 38.1. Os porta-aviões atacaram Manila em 14 de dezembro e o Tufão Cobra passou pela área no dia 17, danificando a frota e afundando três contratorpedeiros. O Massachusetts não sofreu danos sérios durante o incidente, com um tripulante ficando ferido e duas de suas aeronaves de reconhecimento sendo perdidas. O couraçado operou com os porta-aviões da Força Tarefa 38 de 30 de dezembro a 23 de janeiro de 1945, realizando uma série de ataques contra Formosa e Okinawa em apoio à invasão do Golfo de Lingayen.

#### Japão e fim de carreira

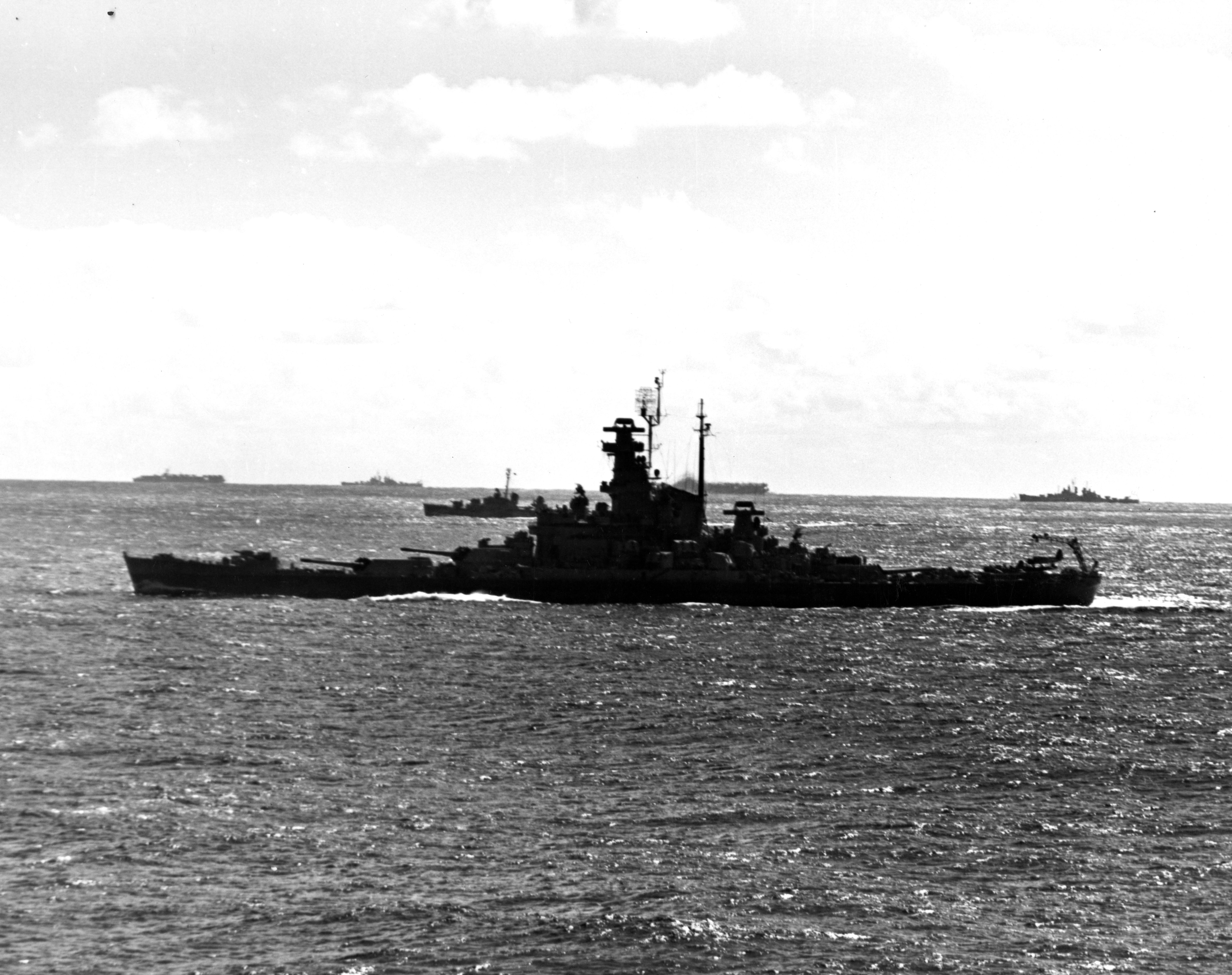
O Massachusetts escoltando o Grupo de Tarefas 58.1, 12 de fevereiro de 1945

A força tarefa de porta-aviões voltou a ficar sob o comando da Quinta Frota em fevereiro, com o Massachusetts integrando o Grupo de Tarefas 58.1. O navio continuou com sua função de escolta de porta-aviões durante uma série de ataques contra Honshū em preparação para a iminente invasão de Iwo Jima. A força tarefa partiu de Ulithi em 10 de fevereiro, realizou exercícios próximo de Tinian no dia 12, reabasteceu no dia 14 e começou ataques em Honshū em 16 de fevereiro. Mais ataques ocorreram pelos dois dias seguintes, com as embarcações do Grupo de Tarefas 58.1 então recuando para serem reabastecidas no mar. Os porta-aviões também atacaram Iwo Jima durante a batalha, com o Grupo de Tarefas 58.1 contribuindo com suporte de artilharia a partir de 20 de fevereiro. A força tarefa recuou para reabastecer no dia 24 e em seguida realizou dois ataques contra a área de Tóquio em 25 e 26 de fevereiro. Eles então navegaram para o sul para atacar Okinawa em 1º de março antes de partirem de volta para Ulithi no dia seguinte, chegando no dia 4.
A Força Tarefa 58 partiu em 14 de março para outro ataque no Japão; o Massachusetts continuou junto ao Grupo de Tarefas 58.1. Os navios reabasteceram no caminho e os porta-aviões começaram outro ataques no dia 18, primeiro contra alvos na ilha de Kyūshū a fim de enfraquecer as forças japonesas antes da planejada invasão de Okinawa em abril. Um grande contra-ataque por 48 kamikazes acertou a frota, porém as ações foram concentradas no Grupo de Tarefas 58.4 e assim o Massachusetts não participou muito. Bombardeiros japoneses atacaram a frota no dia seguinte, durante ataques contra a área de Kure, e danificaram seriamente o porta-aviões USS Wasp, parte do Grupo de Tarefas 58.1, mas o Massachusetts não foi acertado. Os grandes danos infligidos em outras unidades por bombardeiros e kamikazes fizeram Mitscher a recuar com as embarcações e reorganizá-las. O couraçado permaneceu com o Grupo de Tarefas 58.1, porém dois cruzadores foram destacados para escoltar o Wasp de volta para Ulithi.
A Força Tarefa 58 partiu em 23 de março para iniciar ataques preparatórios em Okinawa. Os porta-aviões do Grupo de Tarefas 58.1 destruíram no dia seguinte um comboio de oito navios de transporte perto de Kyushu, enquanto o Massachusetts foi destacado junto com os couraçados Indiana, New Jersey e USS Wisconsin como a Força Tarefas 59 para bombardearem Okinawa, retornando depois disso para seus grupos de porta-aviões. O couraçado passou boa parte de abril operando perto da ilha, ajudando a repelir ataques aéreos. Os grupos de tarefa alternaram serviços no local durante esse período, com dois grupos em ação a todo momento. Vários ferrenhos ataques kamikaze acertaram diversas embarcações no decorrer da campanha, porém o Massachusetts não foi alvo de nenhum. A Terceira Frota reassumiu o comando da força tarefa e a unidade do Massachusetts foi renomeada para Grupo de Tarefas 38.1. O navio foi atingido pelo Tufão Connie em 5 de junho, mas não sofreu danos sérios. O couraçado partiu cinco dias depois para bombardear instalações japonesas na ilha Minamidaitojima. A Força Tarefa 38 em seguida recuou para o Golfo de Leyte, depois de passar três meses em ação contínua.

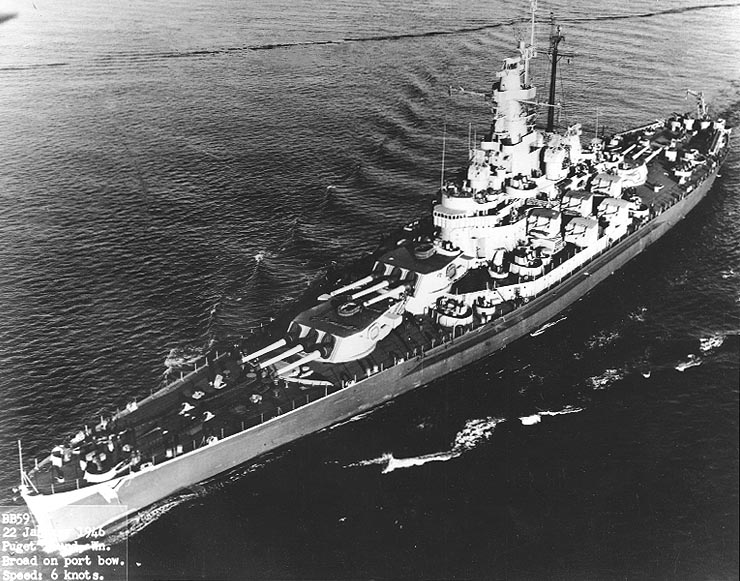
O Massachusetts no Puget Sound, 22 de janeiro de 1946

A frota partiu em 1º de julho para mais ataques em Honshū, inicialmente se concentrando na área ao redor do Tóquio. O Massachusetts foi destacado em 14 de julho para formar a Unidade de Tarefas 38.8.1, junto com o South Dakota, Indiana, dois cruzadores pesados e nove contratorpedeiros. Os navios foram despachados para bombardear um complexo industrial em Kamaishi que era o segundo maior centro metalúrgico do país, tendo sido esta a primeira operação de bombardeamento contra o arquipélago japonês. A força repetiu o bombardeamento duas semanas depois, desta vez contra instalações industriais em Hamamatsu. Eles tiveram nesta operação a companhia do couraçado HMS King George V e três contratorpedeiros da Frota Britânica do Pacífico. Outro ataque contra Kamaishi ocorreu em 9 de agosto, com o Grupo de Tarefas 34.8 sendo desta vez reforçado pelo couraçado USS Alabama.
O Japão se rendeu em 15 de agosto e o Massachusetts deixou a área em 1º de setembro, seguindo para Puget Sound, em Washington, a fim de passar por manutenção. Os trabalhos duraram até 28 de janeiro de 1946 e então ele partiu para São Francisco, na Califórnia, navegando depois para Hampton Roads, na Virgínia, onde chegou no dia 22 de abril. A embarcação foi descomissionada em 27 de março de 1947 em Norfolk e colocada na Frota de Reserva do Atlântico. Planos foram elaborados pelos anos seguintes para modernizar o navio e seus irmãos caso fosse necessário reativá-los. Um programa para equipar os quatro couraçados da Classe South Dakota com uma bateria secundária de vinte canhões de 76 milímetros foi proposto em março de 1954, porém nada se deu. Outro plano para convertê-lo em um couraçado de mísseis guiados surgiu em 1956 e 1957; o Massachusetts teria suas torres de artilharia principais removidas e substituídas por dois lançadores de mísseis RIM-8 Talos na proa, dois lançadores RIM-24 Tartar na popa, armas antissubmarino e equipamentos para lidar com helicópteros. O custo seria de 120 milhões de dólares, algo que foi considerado muito elevado. Ele permaneceu fora de serviço até 1º de junho de 1962, quando foi removido do Registro de Embarcações Navais. A Marinha removeu aproximadamente cinco mil toneladas de equipamentos do Massachusetts enquanto ainda estava na reserva para serem usados em outros navios, incluindo as catapultas dos hidroaviões.

### Navio-museu

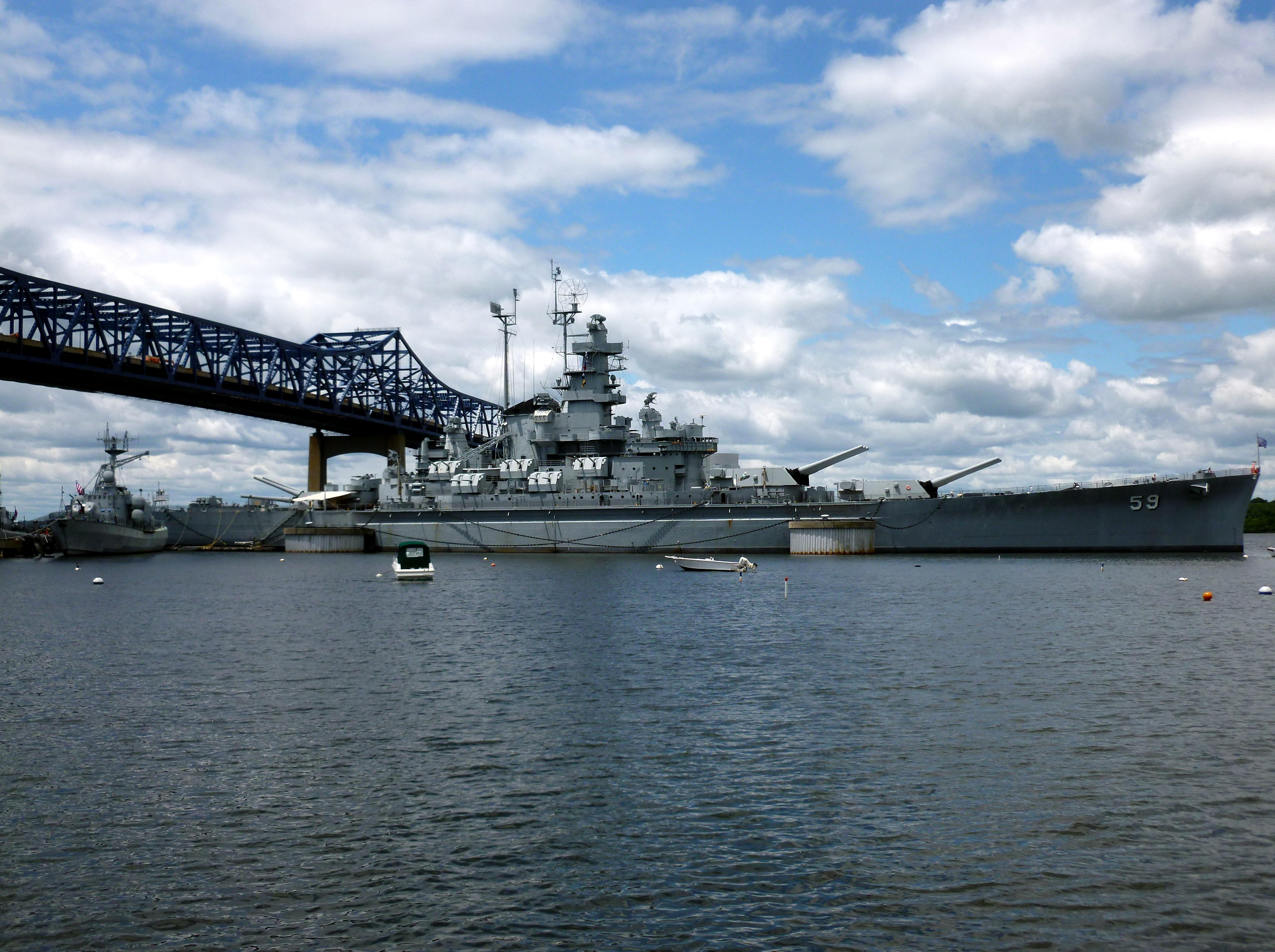
O Massachusetts como navio-museu no Battleship Cove, em Fall River

A Massachusetts foi programado para ser desmontado, porém um grupo de ex-tripulantes fez campanha para que o couraçado fosse preservado como um museu. Um comitê especial conseguiu levantar dinheiro suficiente para comprar a embarcação da Marinha, incluindo por meio de uma campanha de doação para as crianças do estado. A Marinha dos Estados Unidos transferiu oficialmente a posse do navio para o estado de Massachusetts em 8 de junho de 1965. Dois meses depois, em 14 de agosto, ele foi ancorado no local que depois veio a ser chamado de Battleship Cove, em Fall River. Também em exibição no museu estão o contratorpedeiro USS Joseph P. Kennedy Jr., o submarino USS Lionfish, a corveta alemã Hiddensee, dois PT boats e vários outros artefatos.
Os couraçados da Classe Iowa foram reativados na década de 1980 e partes foram canibalizadas do North Carolina, Massachusetts e Alabama com o objetivo de restaurar os navios mais novos para o serviço. Componentes da sala de máquinas que não estavam mais disponíveis no inventário da Marinha foram os materiais mais removidos. O Massachusetts foi declarado um Marco Histórico Nacional em 14 de janeiro de 1986 e adicionado ao Registro Nacional de Lugares Históricos. Tirando os materiais removidos enquanto ele ainda estava na posse da Marinha e na década de 1980, o navio permanece em sua maior parte na sua configuração de guerra.
O Massachusetts foi fechado para o público e rebocado para fora de Fall River às 6h30min de 3 de novembro de 1998, iniciando uma viagem de 480 quilômetros até Boston para passar por manutenções. Ele chegou no dia 7 e entrou em uma doca seca, onde uma inspeção determinou que o navio precisava de placas de aço adicionais em seu casco ao longo da linha d'água para protegê-lo da corrosão do mar. Além disso, a inspeção localizou rebites vazando e identificou a necessidade de remover temporariamente duas hélices para que fossem concertadas. O Massachusetts passou por reparos pelos quatro meses seguintes, com por volta de 102 toneladas de aço sendo adicionadas ao seu casco junto com um composto chamado Red Hand Epoxy para revestir e proteger o casco contra mais deterioração. A embarcação deixou a doca seca em março de 1999 e foi rebocada de volta para Battleship Cove, chegando às 15h30min de 13 de março e sendo recebido por uma multidão de cidadãos, dignitários, veteranos e oficiais civis.